# My Heart Has a Mind of Its Own
My Heart Has a Mind of Its Own ist ein Popsong aus dem Jahr 1960, der von Howard Greenfield getextet und von Jack Keller komponiert wurde. Gesungen von der US-amerikanischen Sängerin Connie Francis wurde das Lied ein Nummer-eins-Hit in den USA.

## Connie-Francis-Version

### Urheber
Der Texter von My Heart Has a Mind of Its Own, Howard Greenfield (* 1936), arbeitete seit 1957 erfolgreich in der Musikbranche. Neil Sedaka hatte er bereits zu zwei Top-10-Hits verholfen. Seit 1958 schrieb Greenfield auch Texte für Connie Francis und hatte ihr 1960 schon mit Everybody’s Somebody’s Fool einen Text für einen Nummer-eins-Erfolg verfasst. Komponist Jack Keller (* 1936) hatte 1957 mit Just Between You and Me, gesungen von den Chordettes seinen ersten Top-10-Erfolg. Er schrieb auch die Musik zu Everybody's Somebody's Fool. Die Sängerin Connie Francis (* 1938) veröffentlichte bereits seit 1955 Schallplatten bei der Plattenfirma MGM und hatte vor My Heart Has a Mind of Its Own bereits sechs Titel in den Top 10 platzieren können.

### Produktion
In den Studios von Radio Recorders in Hollywood wurde Connie Francis’ Song My Heart Has a Mind of Its Own unter der Leitung von Jesse Kaye und Arnold Maxin in mehreren Versionen produziert. Die erste Aufnahme entstand am 9. Juli 1960, blieb aber unveröffentlicht. Die nächste Produktion fand am 25. Juli statt, bei der einige Backgroundmusiker ausgewechselt wurden. Einen dritten Versuch gab es am 31. Juli, bei dem die Studioband durch das Orchester Gus Levene ersetzt wurde. MGM entschied sich zunächst für die dritte Version und veröffentlichte My Heart Has a Mind of Its Own im August 1960 auf der Single Nr. 12923 (Rückseite: Malagueña). Zwei Wochen später erschien nach Intervention von Connie Francis und Jack Keller eine Neupressung mit der Version vom 25. Juli.

### Erfolge
Am 15. August 1960 erschien My Heart Has a Mind of Its Own zum ersten Mal in den Hot 100 des US-Musikmagazins Billbord. Der Titel startete auf Platz 56 und war am 5. September erstmals in den Top 10 vertreten. Am 26. September erreichte Connie Francis die Spitze der Hot 100, die sie zwei Wochen lang behauptete. Insgesamt wurde der Song 17 Wochen lang in den Hot 100 notiert. Sieben Wochen lang stand My Heart Has a Mind of Its Own in den Rhythm-and-Blues-Charts und hatte dort mit Platz elf die beste Bewertung. Auch im Konkurrenz-Magazin Cashbox erreichte der Song Platz eins, allerdings nur für eine Woche, wurde aber ebenfalls 17 Wochen lang registriert. Da MGM My Heart Has a Mind of Its Own auch in zahlreichen anderen Ländern veröffentlichte, erschien der Titel auch in weiteren internationalen Hitlisten. Der britische Record Mirror notierte ihn auf Rang drei, der ebenfalls in Großbritannien erscheinende New Musical Express auf Platz fünf. In Kanada und Neuseeland stieg Connie Francis ebenfalls bis Platz drei auf. Auch in Deutschland kam eine Single mit My Heart Has a Mind of Its Own auf den Markt, blieb jedoch ohne Erfolg.

## Coverversionen

Coverversion
von Siw Malmkvist

In den USA gab es lange Zeit keine Coverversion von My Heart Has a Mind of Its Own. Erst 1971 veröffentlichte die Country-Sängerin Connie Smith eine Langspielplatte mit demselben Titel und dem entsprechenden Track. Anders erschienen bereits 1960 Coverversionen in Großbritannien und Deutschland. In Großbritannien brachte Jean Campbell, bekannt für die Produktion von Neueinspielungen, eine Single mit dem Originaltext von Greenfield heraus. In Deutschland verfasste Ralph Maria Siegel zwei deutsche Texte. Der erste Titel Mein Herz weiß genau, was es will war für Connie Francis bestimmt. Er wurde zwar am 18. Oktober 1960 in Hollywood produziert, aber zunächst nicht veröffentlicht. Er erschien erst 2002 als Track in der gleichnamigen Compact Disc mit Connie Francis in Deutschland. Nachdem Siegel vorerst für seinen Text keinen Abnehmer gefunden hatte, schrieb er eine zweite Fassung mit der Titelzeile So wie es damals war. Für diesen Text fanden sich sofort drei Produzenten, die im Oktober 1960 Aufnahmen mit Gina Dobra (Polydor), Nana Gualdi (Philips) und Siw Malmkvist herausbrachten. Die österreichische Plattenfirma Austroton zog Anfang 1961 mit Trixie Kühn nach. Keine der deutschen Coverversionen erreichte die Hitlisten.

## Single-Diskografie
| Interpreten    | Titel                   | Label          | veröffentlicht |
| Connie Francis | My Heart Has a Mind ... | MGM 12923      | US 8/1960      |
| Connie Francis | My Heart Has a Mind ... | MGM 1100       | UK 10/1960     |
| Connie Francis | My Heart Has a Mind ... | MGM 61028      | DE 10/1960     |
| Jean Campbell  | My Heart Has a Mind ... | Embassy 417    | UK 10/1960     |
| Gina Dobra     | So wie es damals war    | Polydor 24367  | DE 10/1960     |
| Nana Gualdi    | So wie es damals war    | Philips 345248 | DE 10/1960     |
| Siw Malmkvist  | So wie es damals war    | Metronome 197  | DE 10/1960     |
| Trixie Kühn    | So wie es damals war    | Austroton 9990 | DE 1/1961      |